# Paul D’Amour
Paul D’Amour (ur. 12 maja 1967 w Spokane) – amerykański gitarzysta, basista i autor tekstów. Grał na gitarze basowej w pierwszym składzie grupy Tool. Odszedł z zespołu w 1995 przed nagraniem drugiej płyty i założył własny zespół Lusk.